# Nealexandriaria
Nealexandriaria is een ondergeslacht van het geslacht van insecten Dicranomyia binnen de familie steltmuggen (Limoniidae).

## Soorten
- D. (Nealexandriaria) anisota (Alexander, 1973)
- D. (Nealexandriaria) argyrata (Alexander, 1929)
- D. (Nealexandriaria) atayal (Alexander, 1929)
- D. (Nealexandriaria) atromaculata (Edwards, 1928)
- D. (Nealexandriaria) brevissima (Alexander, 1925)
- D. (Nealexandriaria) carneotincta (Alexander, 1915)
- D. (Nealexandriaria) cinereicapilla (Alexander, 1934)
- D. (Nealexandriaria) conveniens (Walker, 1848)
- D. (Nealexandriaria) diengana (Alexander, 1931)
- D. (Nealexandriaria) frontina (Edwards, 1933)
- D. (Nealexandriaria) fulvicolor (Alexander, 1973)
- D. (Nealexandriaria) injucunda (Alexander, 1967)
- D. (Nealexandriaria) ludmilla (Theischinger, 1994)
- D. (Nealexandriaria) milkurli (Theischinger, 1994)
- D. (Nealexandriaria) nathalinae (Alexander, 1932)
- D. (Nealexandriaria) nigroephippiata (Alexander, 1952)
- D. (Nealexandriaria) ochricapilla (Alexander, 1956)
- D. (Nealexandriaria) prominens (Brunetti, 1918)
- D. (Nealexandriaria) scolopia (Alexander, 1971)
- D. (Nealexandriaria) semirufa (Edwards, 1927)
- D. (Nealexandriaria) simplissima (Alexander, 1915)
- D. (Nealexandriaria) sollicita (Alexander, 1931)
- D. (Nealexandriaria) tecta (Alexander, 1932)
- D. (Nealexandriaria) tenella (de Meijere, 1911)
- D. (Nealexandriaria) unibrunnea (Alexander, 1945)